# James Backhouse (1825-1890)
James Backhouse (1825–1890) fue un botánico, pteridólogo, arqueólogo, y geólogo inglés.
Trabajó en Noruega, Irlanda, y Escocia, y fue particularmente conocido por su obra sobre la flora de Teesdale. Y fue correspondiente de Charles Darwin.
Fue miembro de la Sociedad Religiosa de los Amigos, también conocidos como cuáqueros.
- La abreviatura «Backh.f.» se emplea para indicar a James Backhouse como autoridad en la descripción y clasificación científica de los vegetales.[1]